# Dragonchain
Dragonchain est une chaîne de blocs (symbole DRGN) initialement développée en interne par la Walt Disney Company, ouvert en open source puis externalisée. Elle est gérée par la société Dragonchain à la suite d'un appel de capitaux en novembre 2017.

## Historique
En 2014, Disney lance le développement à Seattle d'un projet de chaîne de blocs plus sécurisé qu'Ethereum pour son usage interne.
Le 29 mars 2016, le service Disney Technology Solutions and Services recherche un poste de spécialiste en chaîne de blocs pour renforcer la sécurité de ses principales filiales Disney, ABC, ESPN, Disney Interactive et Walt Disney Productions, poste basé à Seattle (bureaux de Walt Disney Internet Group). Le 25 octobre 2016, Disney ouvre à l'open source Dragonchain son projet de blockchain lancé en mars.
Le 1er octobre 2017, Dragonchain Inc. cherche des investisseurs pour développer la Dragonchain.
Entre le 2 octobre et le 2 novembre 2017, Dragonchain Inc. lève des fonds à travers une ICO en créant et en vendant 238 millions de jetons appelés « dragons », ce qui lui permet d’obtenir 13,7 millions d’USD.